# Ctenitis eatonii
Ctenitis eatonii là một loài thực vật có mạch trong họ Dryopteridaceae. Loài này được (Baker) Ching miêu tả khoa học đầu tiên năm 1938.